# Suavització exponencial

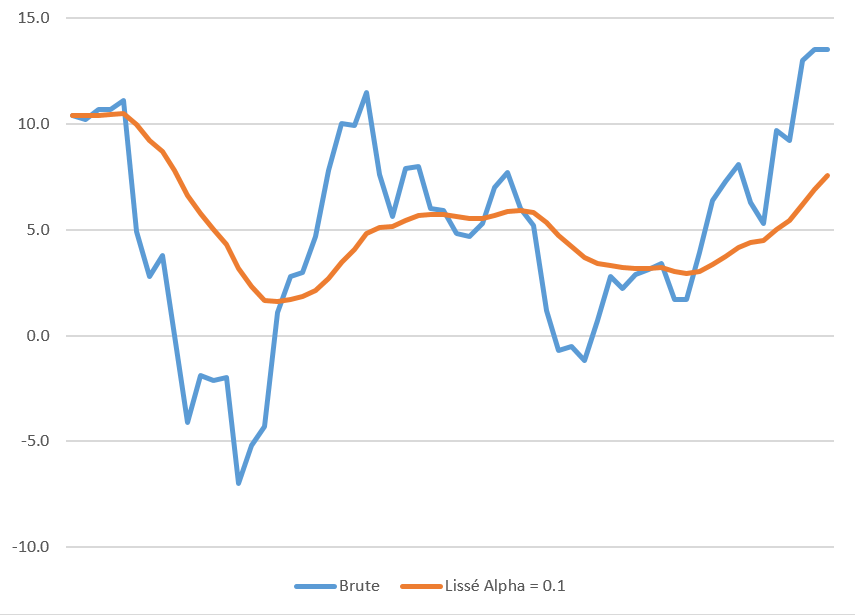
Exemple simple de suavització exponencial. Dades brutes: temperatures mitjanes diàries a l'estació meteorològica de París-Montsouris (França) des del 01/01/1960 fins al 29/02/1960. Dades suavitzades amb factor alfa = 0,1.

El mètode de suavització exponencial és una tècnica de regla general per suavitzar dades de sèries temporals mitjançant la funció de finestra exponencial. Mentre que a la mitjana mòbil simple les observacions passades es ponderen igual, les funcions exponencials s'utilitzen per assignar pesos decreixents exponencialment al llarg del temps. És un procediment fàcil d'aprendre i d'aplicar fàcilment per prendre determinacions basades en supòsits previs per part de l'usuari, com ara l'estacionalitat. El mètode s'utilitza sovint per a l'anàlisi de dades de sèries temporals.
El mètode de suavització exponencial és una de les moltes funcions de finestra que s'aplica habitualment a les dades suavitzades en el processament del senyal, actuant com a filtres de pas baix per eliminar el soroll d'alta freqüència. Aquest mètode va precedit per l'ús de Poisson de funcions de finestra exponencial recursives en convolucions del segle XIX, així com per l'ús de les mitjanes mòbils recursives per part de Kolmogorov i Zurbenko dels seus estudis de turbulència a la dècada de 1940.
La seqüència de dades en brut es representa sovint per {\displaystyle \{x_{t}\}} començant en el temps {\displaystyle t=0}, i la sortida de l'algorisme de suavització exponencial s'escriu habitualment com {\displaystyle \{s_{t}\}}, que es pot considerar com la millor estimació del valor següent {\displaystyle x} serà. Quan la seqüència d'observacions comença a l'hora {\displaystyle t=0}, la forma més senzilla de suavització exponencial es defineix amb les fórmules:
{\displaystyle {\begin{aligned}s_{0}&=x_{0}\\s_{t}&=\alpha x_{t}+(1-\alpha )s_{t-1},\quad t>0\end{aligned}}}
on {\displaystyle \alpha } és el factor de suavització, i {\displaystyle 0<\alpha <1}.

## Suavització exponencial bàsica (simple)
L'ús de la funció de finestra exponencial s'atribueix per primera vegada a Poisson com una extensió d'una tècnica d'anàlisi numèrica del segle XVII, i més tard adoptada per la comunitat de processament de senyals als anys quaranta. Aquí, s'aplicava la funció de finestra exponencial, o de Poisson. El mètode en si es va suggerir per primera vegada a la literatura estadística sense citar treballs anteriors de Robert Goodell Brown el 1956, i després ampliat per Charles C. Holt el 1957. La formulació següent, que és la que s'utilitza habitualment, s'atribueix a Brown i es coneix com a "suavització exponencial simple de Brown". Tots els mètodes de Holt, Winters i Brown es poden veure com una simple aplicació de filtratge recursiu, trobat per primera vegada a la dècada de 1940 per convertir filtres de resposta a impulsos finits (FIR) en filtres de resposta a impulsos infinits.
La forma més senzilla de suavització exponencial s'expressa amb la fórmula:

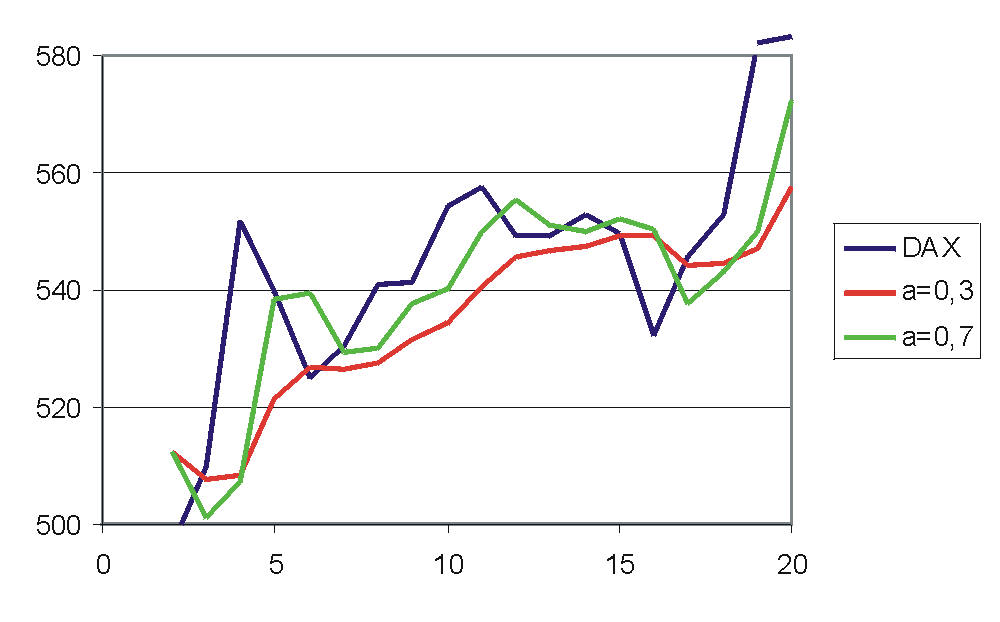
Suavització exponencial: Predicció d'existències

{\displaystyle s_{t}=\alpha x_{t}+(1-\alpha )s_{t-1}=s_{t-1}+\alpha (x_{t}-s_{t-1}).}
on {\displaystyle \alpha } és el factor de suavització, i {\displaystyle 0\leq \alpha \leq 1}. En altres paraules, l'estadística suavitzada {\displaystyle s_{t}} és una mitjana ponderada simple de l'observació actual {\displaystyle x_{t}} i l'estadística suavitzada anterior {\displaystyle s_{t-1}}. El suavització exponencial simple s'aplica fàcilment i produeix una estadística suavitzada tan bon punt hi ha dues observacions disponibles. El terme factor de suavització aplicat {\displaystyle \alpha } aquí hi ha una cosa d'un nom equivocat, com a valors més grans de {\displaystyle \alpha } en realitat reduir el nivell de suavització, i en el cas limitant amb {\displaystyle \alpha } = 1 la sèrie de sortida és només l'observació actual. Valors de {\displaystyle \alpha } prop d'un tenen menys efecte de suavització i donen més pes als canvis recents en les dades, mentre que els valors de {\displaystyle \alpha } més a prop de zero tenen un efecte suavitzat més gran i responen menys als canvis recents.

## Suavització doble exponencial (Holt lineal)
El mètode de suavització exponencial simple no funciona bé quan hi ha una tendència a les dades. En aquestes situacions, es van idear diversos mètodes sota el nom de "suavització exponencial doble" o "suavització exponencial de segon ordre", que és l'aplicació recursiva d'un filtre exponencial dues vegades, per la qual cosa s'anomena "sutisament exponencial doble". Aquesta nomenclatura és similar al suavitzat exponencial quàdruple, que també fa referència a la seva profunditat de recursivitat. La idea bàsica darrere del suavitzat doble exponencial és introduir un terme per tenir en compte la possibilitat que una sèrie mostri algun tipus de tendència. Aquest component de pendent s'actualitza en si mateix mitjançant un suavitzat exponencial.
El funcionament del mètode o pseudocodi seria el següent:
De nou, la seqüència de dades en brut d'observacions està representada per {\displaystyle x_{t}}, començant en el temps {\displaystyle t=0}. Fem servir {\displaystyle s_{t}} per representar el valor suavitzat del temps {\displaystyle t}, i {\displaystyle b_{t}} és la nostra millor estimació de la tendència del moment {\displaystyle t}. La sortida de l'algorisme s'escriu ara com {\displaystyle F_{t+m}}, una estimació del valor de {\displaystyle x_{t+m}} en el moment {\displaystyle m>0} basat en les dades en brut fins al moment {\displaystyle t}. El suavitzat doble exponencial s'expressa de la següent manera:
{\displaystyle {\begin{aligned}s_{0}&=x_{0}\\b_{0}&=x_{1}-x_{0}\\\end{aligned}}}
I per {\displaystyle t>0} per
{\displaystyle {\begin{aligned}s_{t}&=\alpha x_{t}+(1-\alpha )(s_{t-1}+b_{t-1})\\b_{t}&=\beta (s_{t}-s_{t-1})+(1-\beta )b_{t-1}\\\end{aligned}}}
on {\displaystyle \alpha } ({\displaystyle 0\leq \alpha \leq 1} ) és el factor de suavització de dades, i {\displaystyle \beta } ({\displaystyle 0\leq \beta \leq 1} ) és el factor de suavització de tendències.